# Отрадный (Угличский район)
Отрадный — посёлок в Угличском районе Ярославской области России. 
В рамках организации местного самоуправления является центром Отрадновского сельского поселения, в рамках административно-территориального устройства — центром Отрадновского сельского округа.
Посёлок возник при строительстве в 1976 году Угличского льнозавода. В 2006 году льнозавод прекратил своё существование.

## География
Расположен в 7 км к северо-западу (по прямой) от центра города Углича. С юга примыкает деревня Клясово, на северо-востоке находится деревня Базыково.

## Население
| 2007 | 2010 |
| ---- | ---- |
| 1007 | ↘899 |

Согласно результатам переписи 2002 года, в национальной структуре населения русские составляли 98 % от всех жителей.